# Motal'
Motal' (o Motaĺ, in bielorusso Моталь?, in russo Мотоль?, Yiddish: מאתלא) è una località della Bielorussia situata nella regione di Brėst, nel distretto di Ivanava, a 30 chilometri ad ovest Pinsk, sul fiume Jasel'da.